# Helichrysum brownei
Espèce
Classification phylogénétique
Helichrysum brownei est une espèce de plante à fleurs de la famille des Asteraceae.
C'est une espèce d'immortelle originaire d'Afrique, notamment du Kenya.

## Liste de variétés
- Helichrysum brownei var. brownei
- Helichrysum brownei var. glandulosum Hedberg